# Discovery One
Pour les articles homonymes, voir Discovery.

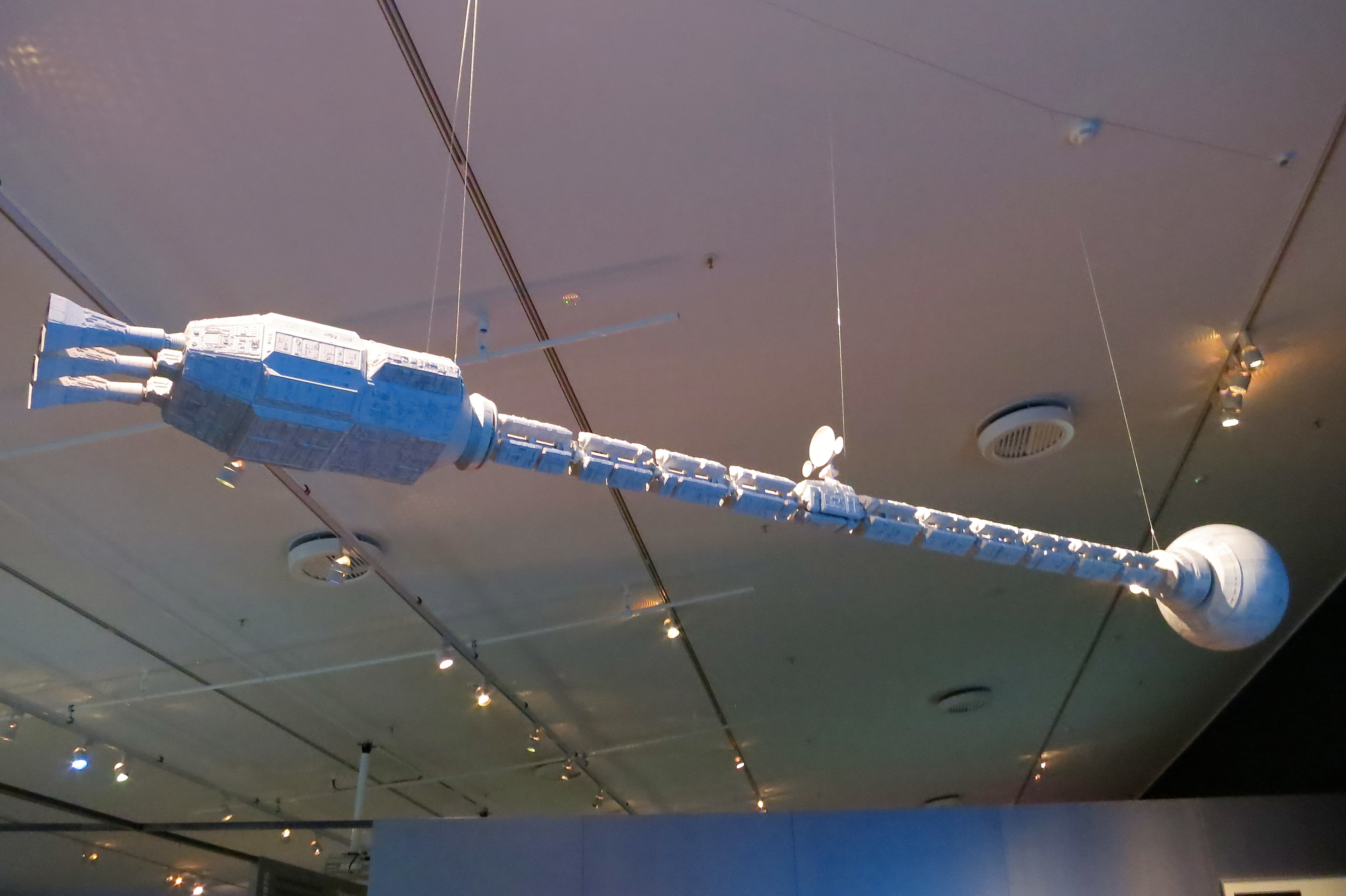
Maquette du Discovery One.

Le United States Spacecraft Discovery One est un vaisseau spatial de fiction qui apparait dans le film de Stanley Kubrick, 2001, l'Odyssée de l'espace, le film 2010 : L'Année du premier contact ainsi que dans les romans de Arthur C. Clarke, l'Odyssée de l'espace et ses suites de la série Odyssées de l'espace.
Le Discovery est un grand vaisseau interplanétaire à propulsion nucléaire.

## Caractéristiques

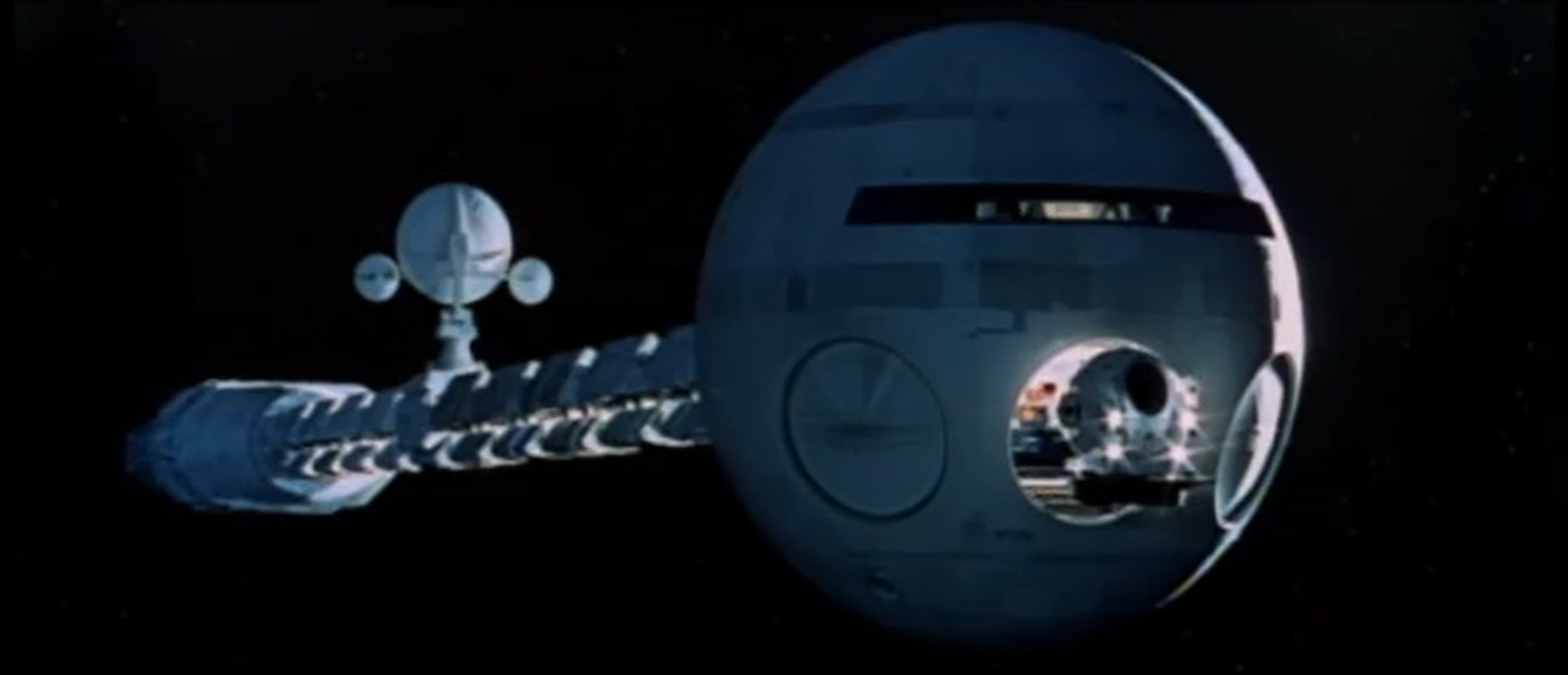
Photo extraite de la bande annonce de 2001, l'Odyssée de l'espace.

- Nom officiel : USSC Discovery One.
- Nom de code : X-Ray Delta 1
- Longueur totale : 140,1 m.
- Largeur/hauteur totale : 17 m.
- Diamètre du module de commande : 16,5 m.
- Longueur/largeur du module des réacteurs : 32,2 m / 8,8 m.
- Masse : 5 440 tonnes
- Contient 3 modules indépendants pour les sorties extravéhiculaires
- Autonomie (deux hommes) : 90 mois.
- Moteurs : Cavradyne à système de propulsion plasmique (six moteurs).
- Carburant : ammoniac liquide.
- Poussée maximale : 280 000 kgf (2,75 MN).
- Ordinateur de bord : HAL 9000 Logic Memory System (mis en service le 12 janvier 1992 aux usines HAL, Urbana, Illinois).

## L'ultime maillon de la technologie spatiale
Discovery One est, dans l'univers du film, l'engin spatial le plus rapide jamais construit par l'homme en 2001. Il est le seul astronef à être équipé d'une centrifugeuse intérieure pour permettre à l'équipage de disposer d'une pesanteur artificielle et éviter ainsi une atrophie musculaire.
Il possède également une soute qui sert à entreposer trois modules de sorties extravéhiculaires, des scaphandres et des pièces de rechange. Il dispose de trois sas pour les modules et d'un sas manuel plus petit pour les urgences.
Discovery One est le premier vaisseau d'exploration à être assemblé en orbite terrestre. Pour tester sa fiabilité, la United State Astronotic Agency, branche du National Concil of Astronotic et descendante de la NASA, lui fit faire un voyage Terre-Lune aller-retour sous la supervision du P.R. Walter Curnow.

## Équipage
- Commandant : David Bowman « disparu »
- Second : Frank Poole « décédé »
- Topographes hibernautes :
  - Jack Kimball « décédé »
  - Charles Hunter « décédé »
  - Victor Caminsky « décédé »
- Système nerveux de l'astronef : HAL 9000 « déconnecté »

## Honneur
L'astéroïde (9770) Discovery est nommé d'après le vaisseau Discovery One de 2001, l'Odyssée de l'espace et la navette spatiale Discovery.